# Инуктитут језик
Инуктитут језик (ᐃᓄᒃᑎᑐᑦ) или источно-канадски инуктитут је један од инуитских језика који се говори у Канади. Најчешће се појављује у покрајинама Квебек и Њуфаундланд и Лабрадор, а један је од званичних језика у Нунавуту. Има три дијалекта: инувијалуктун, нунавимијутитут и нунатсијавумијутут.